# Grand Coulee Bridge
Die Grand Coulee Bridge ist eine zweispurige Straßenbrücke über den Columbia River in Coulee Dam, Washington. Sie führt die Washington State Route 155 etwa einen Kilometer flussabwärts hinter der Grand-Coulee-Talsperre über das Unterwasser der Staustufe. Die Gerberträger-Fachwerkbrücke wurde 1935 im Zuge der Errichtung der Staumauer vom Bureau of Reclamation gebaut und diente bis zu deren Fertigstellung 1942 auch zum Transport von schweren Baumaschinen und Material, wozu sie für höhere Traglasten als üblich ausgelegt wurde. Seit 1959 ist die Brücke unter der Verwaltung des Washington State Department of Transportation und wurde 1982 durch Aufnahme ins National Register of Historic Places unter Denkmalschutz gestellt.

## Geschichte
Als Teil des Columbia Basin Project wurde ab 1933 am nördlichen Ende der Grand Coulee die gleichnamige Talsperre am Columbia River errichtet. Neben Behelfsbrücken für das Bauprojekt plante das Bureau of Reclamation eine Straßenbrücke zur Verbindung der beidseitig des Flusses errichteten Siedlungen für die Bauarbeiter, aus denen die Ortschaft Coulee Dam hervorging. Um sie während des Bauprojektes auch zum Transport von schweren Baumaschinen und Material benutzen zu können, wurde sie für höhere Traglasten als bei Straßenbrücken üblich ausgelegt. Der Entwurf stammt von George Stevens vom damaligen Washington Department of Highways. Die Bauarbeiten an den Brückenpfeilern begannen 1934 durch die Western Construction Company aus Spokane und der Stahlüberbau wurde bis zum Herbst 1935 durch die J. H. Pomeroy Company aus San Francisco errichtet; der erste Beton für die Staumauer wurde im Dezember 1935 gegossen. Kurz vor der Fertigstellung des Überbaus wurde eine leichte Kippung des östlichen Strompfeilers zur Flussmitte hin bemerkt. Bewegungen des Osthanges drückten den auf Felsgestein errichteten Stahlbetonpfeiler langsam aus seiner ursprünglichen Lage. Mit Hilfe eines runden Kofferdamms von fast 34 Metern Durchmesser wurde bis zu einer Tiefe von 24 Metern das Erdreich um den Pfeiler ausgehoben und innerhalb weitere konzentrische Ringdämme zur Stabilisierung installiert. Der Pfeiler richtete sich danach wieder selbständig auf. Zur Verstärkung des Fundamentes füllt man den ausgehobenen Bereich später mit Beton auf. Noch vor Abschluss der Arbeiten wurde die Brücke mit einer provisorischen Sicherung des Stahlträgers am 27. Januar 1936 für den Verkehr freigegeben.

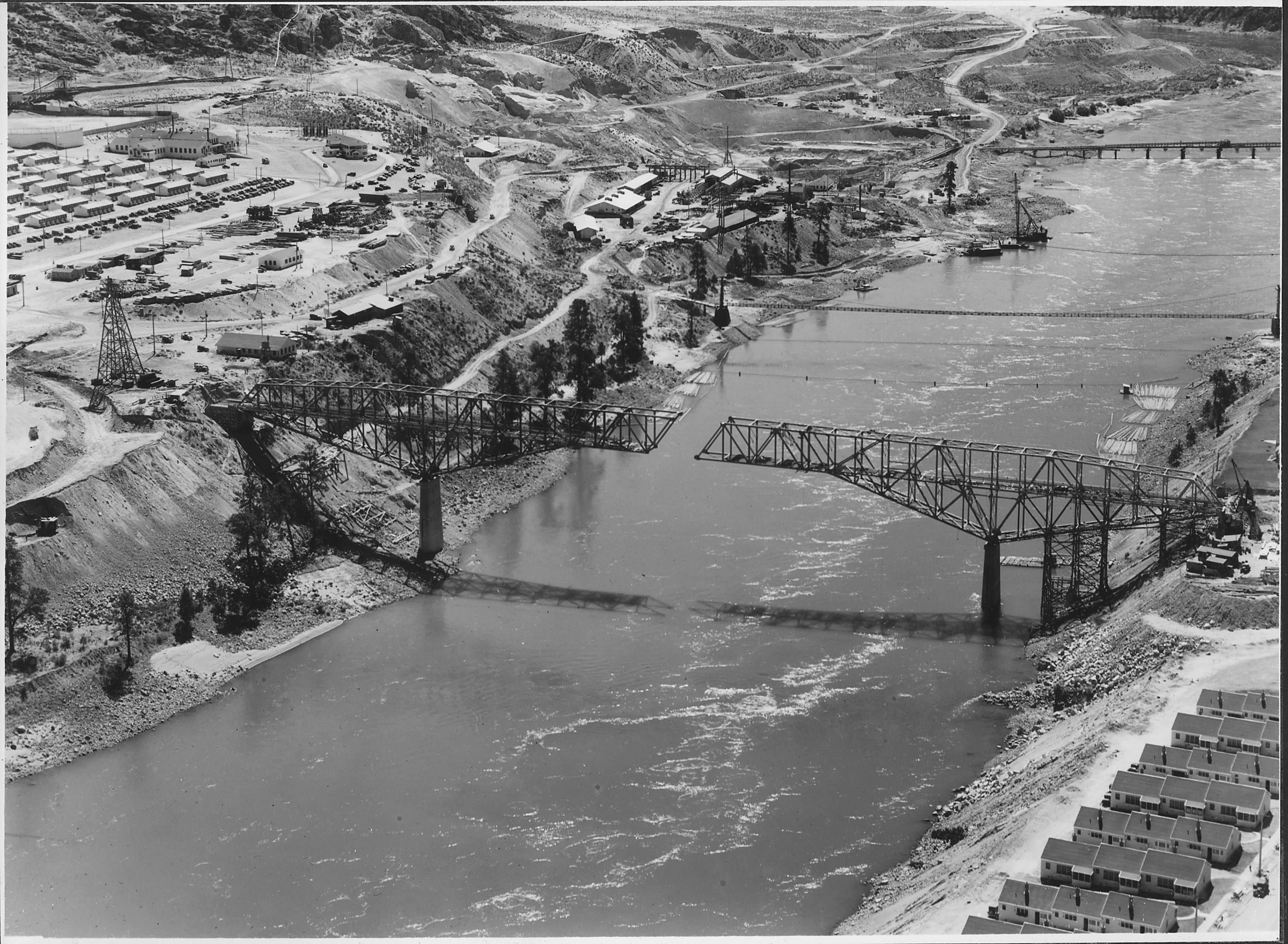
Montage des Gerberträgers im August 1935 (Blick flussaufwärts)
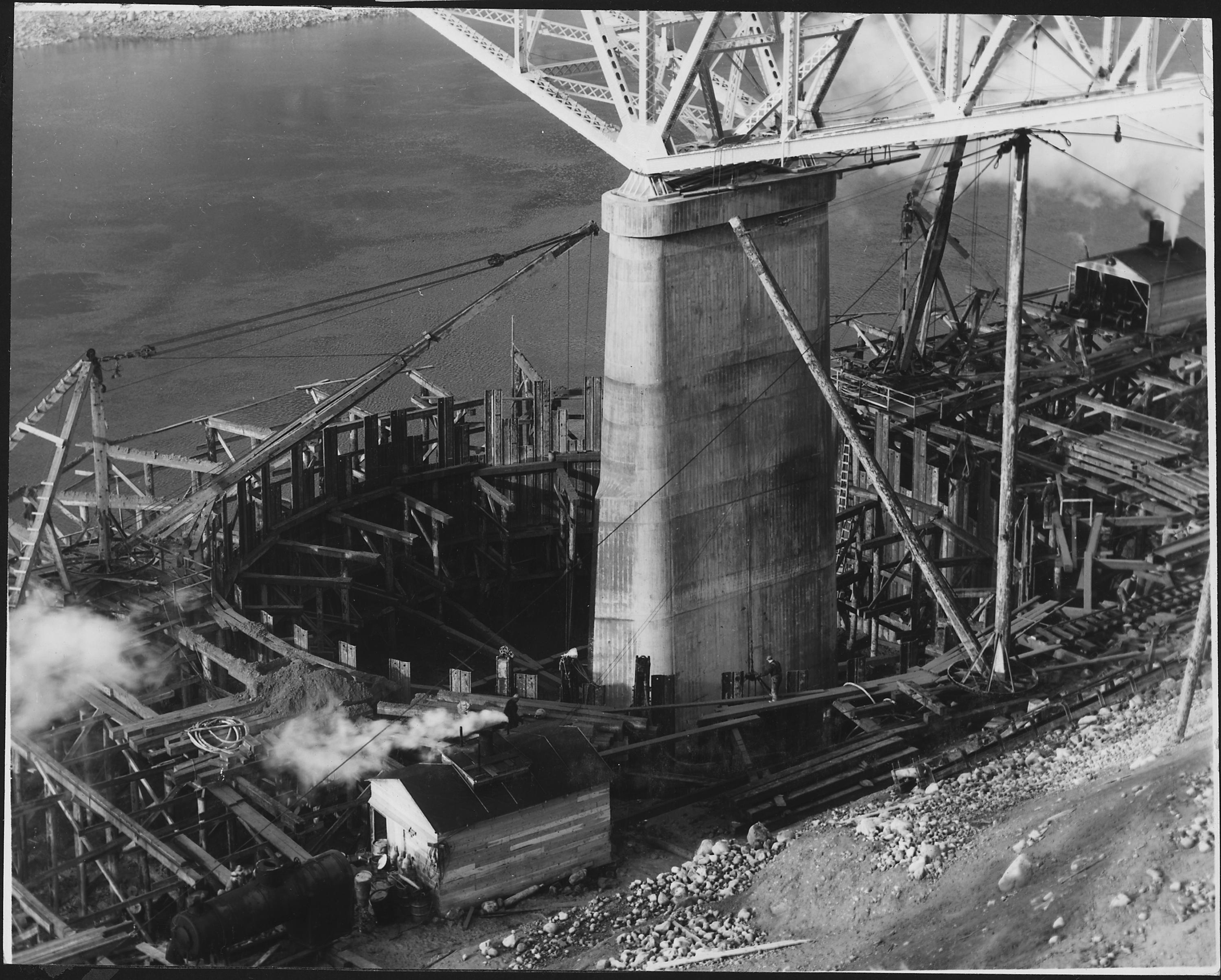
Kofferdamm zur Verstärkung des Fundamentes des Ost-Pfeilers im Januar 1936
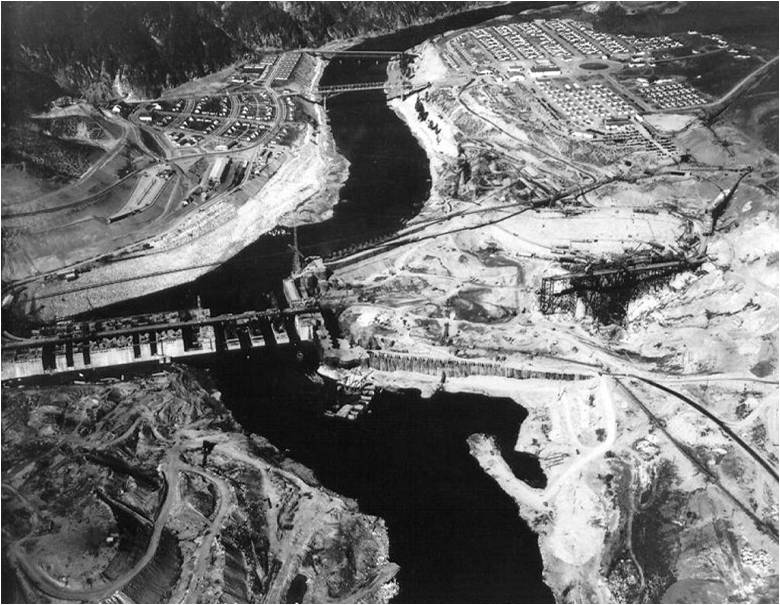
Baufortschritt an der Staumauer 1938, dahinter die Grand Coulee Bridge (Blick flussabwärts)

Nach der Grand-Coulee-Talsperre wurde 82 Kilometer flussaufwärts mit der Chief-Joseph-Talsperre eine von mehreren weiteren Staustufen am Columbia River errichtet, die seit Mitte der 1950er Jahre den Rufus Woods Lake aufstaut und auch den Wasserstand unter der Grand Coulee Bridge anhob. Im Jahr 1959 wurde die Brücke an das Washington Department of Highways übergeben, das man 1964 in Washington State Department of Transportation (WSDOT) umbenannte. Sie führt die zwischen Omak und Coulee City von Nord nach Süd verlaufende Washington State Route 155 über das Unterwasser der Grand-Coulee-Talsperre in der heutigen Ortschaft Coulee Dam und hatte 2016 ein tägliches Verkehrsaufkommen von knapp 5000 Fahrzeugen. Im Juli 1982 wurde die Brücke ins National Register of Historic Places aufgenommen (NRHP# 82004267).

## Beschreibung
Das zentrale Element der Grand Coulee Bridge ist ein symmetrischer Stahl-Gerberträger von insgesamt 290 m Länge. Er gliedert sich in zwei Fachwerkträger auf den beiden Strompfeilern, die jeweils einen 61 m langen Ankerarm (AA) zu Ufer hin und einen 53 m langen Auslegerarm (CA) zur Flussmitte hin bilden. Dazwischen ist ein 61 m langer parallelgurtiger Fachwerk-Einhängeträger (SS) gelenkig montiert, wodurch eine 168 m breite Hauptöffnung zwischen den Pfeilermittelachsen entsteht. Einschließlich einiger kurzer Balkenträger für die Zufahrten hat die Brücke eine Gesamtlänge von über 300 m; die genauen Angaben variieren zwischen 325 m und 332 m.
Der Gerberträger besitzt einen geraden Obergurt, der sich nur an den Enden leicht neigt und zu dem die Fahrbahn parallel in Höhe des Untergurtes des Einhängeträgers verläuft. Zu den Pfeilerauflagern vergrößert sich die Höhe der äußeren Fachwerkträger auf mehr als das Doppelte des Einhängeträgers, wodurch eine charakteristische Dreiecksform unterhalb der Fahrbahn entsteht. Ein ähnliches Design wählte das Washington Department of Highways unter anderem für die Deception Pass Bridge (1935) und Kettle Falls Bridge (1941), wobei bei ersterer die Fahrbahn auf dem Obergurt verläuft und die Krümmung des Untergurtes am Einhängeträger fortgeführt wird.

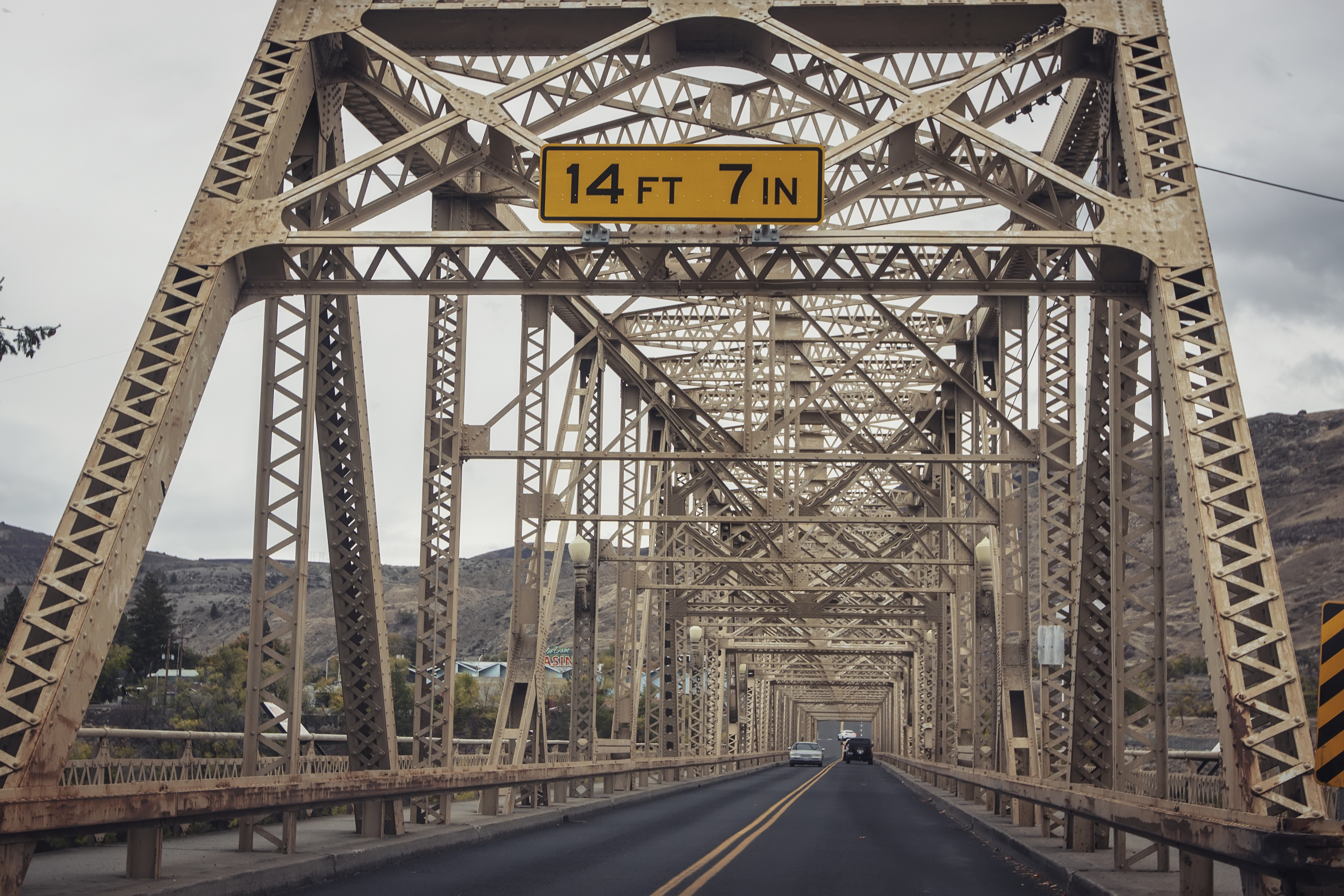
Westportal der Brücke, 2016 (Durchfahrtshöhe 4,5 m (14 ft 7 in))
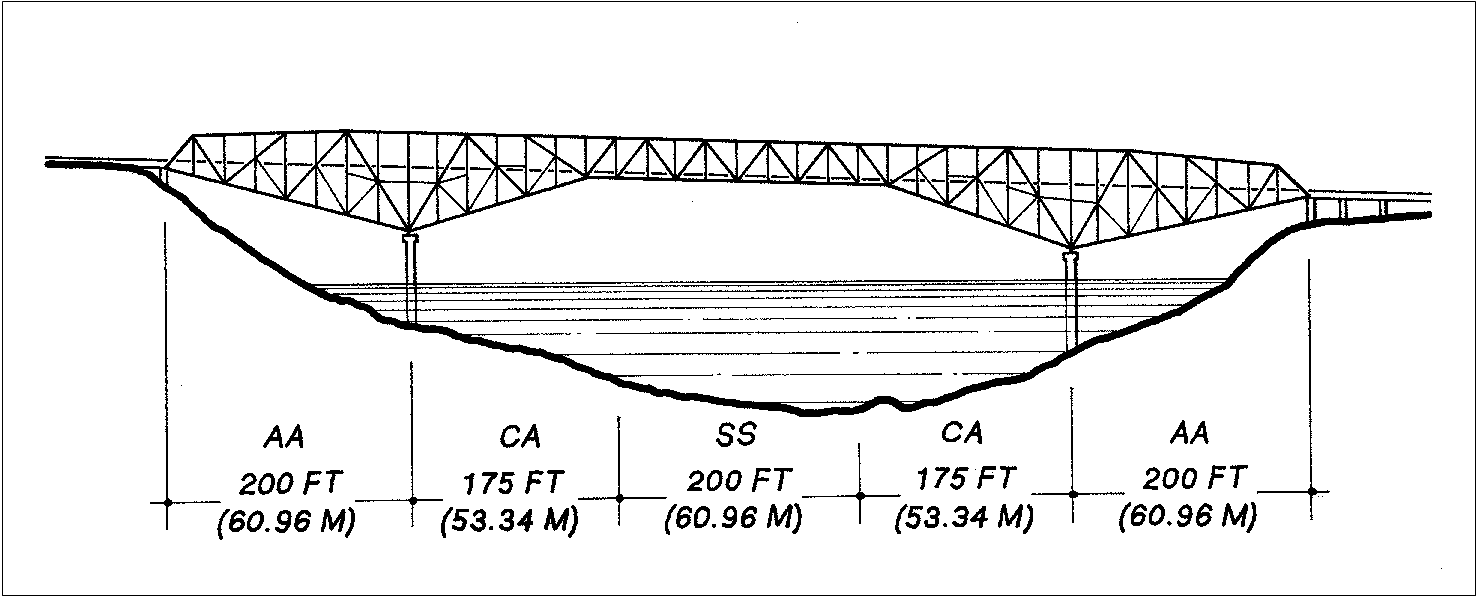
Vereinfachte schematische Zeichnung des Gerberträgers (Blick flussaufwärts, links die Ostseite)
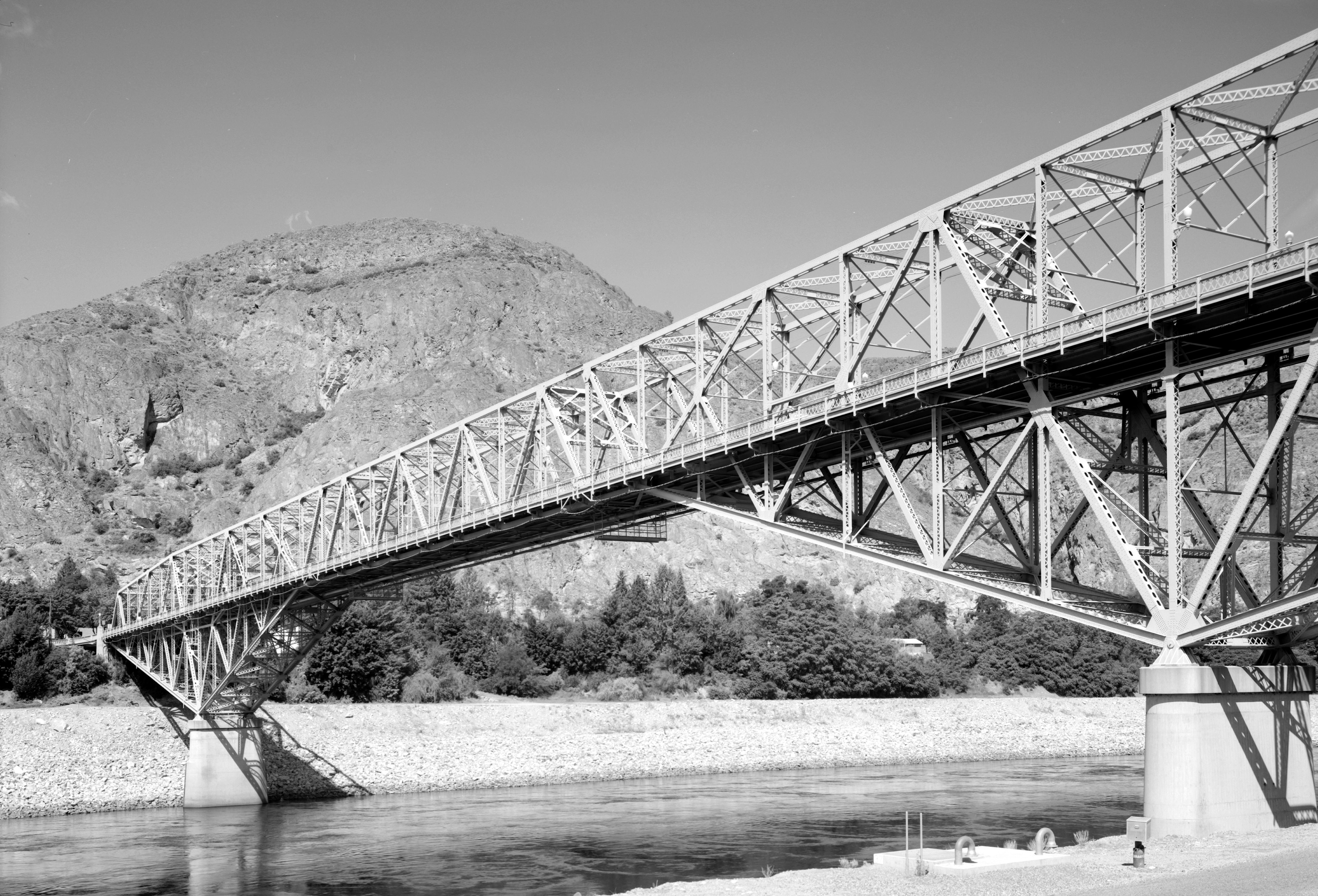
Die Fachwerkbrücke im Jahr 1993 (Blick nach Nordwest)

Die zwei großen Strompfeiler wurden bei der Grand Coulee Bridge direkt auf dem Grundgestein des Canyon errichtet und erreichen eine Höhe von 46 m, gemessen von der Fundamentunterkante. Die 18 m hohen rechteckigen Fundamente haben (bzw. hatten) Grundflächen von 8,2 m × 17,7 m, beim Ostpfeiler wurde dieses zur Stabilisierung entsprechend erweitert. Auf den Fundamenten stehen dann die im oberen Bereich sichtbaren 28 m hohen ovalen Pfeiler, auf denen der etwa sieben Meter breite Gerberträger ruht. Bei normalem Wasserstand des Unterwassers der Staustufe beträgt die lichte Höhe unterhalb des Untergurtes des Einhängeträgers etwa neun Meter. Die Fahrbahn hat zwischen den Bordsteinen eine Breite von 6,1 m und bietet Platz für zwei Fahrstreifen. An den Außenseiten des Fachwerkträgers ist an zusätzlichen Auslegern beidseitig ein 1,5 m breiter Fußweg mit abschließendem Geländer angebracht. Da der Ostrand des Canyon etwa zehn Meter höher liegt als die gegenüberliegende Seite, besitzt die Brücke einschließlich der Fahrbahn ein leichtes Gefälle nach Westen.